# 尹氏碘泡虫
尹氏碘泡虫（学名：Myxobolus yini）为碘泡科碘泡虫属的动物。分布于俄罗斯以及辽宁等，营寄生生活，寄生在泥鳅的肾、脾。